# Coquillettidia hermanoi
Coquillettidia hermanoi är en tvåvingeart som först beskrevs av Lane och Antonio Xavier Pereira Coutinho 1940.  Coquillettidia hermanoi ingår i släktet Coquillettidia och familjen stickmyggor. Inga underarter finns listade i Catalogue of Life.